# Zoe Ducós
Zoe Ducós, cuyo nombre completo era Zoe Celia Ducós Gallegos (Buenos Aires, 6 de marzo de 1928-Caracas, 11 de noviembre de 2002) fue una primera actriz de cine, teatro, doblaje y televisión argentina que luego de una extensa carrera artística que la consagró como una de las actrices más personales y talentosas del cine y del teatro argentino de las décadas del cuarenta, cincuenta y sesenta.

## Actividad profesional
Zoe Ducós estudió en el Conservatorio Nacional de Música y Arte Escénico y al egresar consiguió el Gran Premio de Honor de la Comisión Nacional de Cultura a la mejor actriz en el Certamen Nacional de Teatros Vocacionales, interpretando la obra Hedda Gabler, de Ibsen, El premio conllevaba un contrato para integrar el elenco del Teatro Nacional Cervantes, en el cual interpretó entre 1948 y 1951 un sólido repertorio, que incluyó obras como La divisa punzó, de Paul Groussac, y La fierecilla domada, de William Shakespeare. Integró además, como primera figura, la compañía de Francisco Martínez Allende y en 1949 encabezó su propio elenco con Ligados, de Eugene O'Neill, e Irse, de Nicolás Olivari.
En 1948 debutó en el cine dirigida por Luis César Amadori en Dios se lo pague a la que le siguió Pasaporte a Río, de Daniel Tinayre. Sin abandonar su labor teatral continuó filmando en los años posteriores y participó, entre otras películas, en La cuna vacía, dirigida por Carlos Rinaldi; El puente, dirigida por Arturo Gemmiti y Carlos Gorostiza, sobre la obra teatral de este último, La de los ojos color del tiempo y Nacha Regules de Luis César Amadori, Los árboles mueren de pie, dirigida por Carlos Schlieper y Suburbio dirigida por León Klimovsky, filme este último por el cual fue galardonada con el premio a la mejor actriz de reparto otorgado por la Asociación de Cronistas Cinematográficos de la Argentina.
En 1952 Zoe Ducós se radicó en Venezuela luego de un paso por España, y debutó en el Teatro Municipal en la obra La muerte de un viajante. En la televisión, formó junto a Héctor Hernández Vera la primera gran pareja romántica de La Novela Camay de Radio Caracas Televisión. Luego continuó su labor teatral e intervino además en muchas telenovelas, entre las cuales se recuerdan Topacio (1984) donde interpretaba el papel de Sor Piedad, Pobre diabla (1990) en la que encarnaba a Doña Roberta Mejía Guzmán y Cristal (1985) en el papel de Luisa. También fue la guionista de la película Retén de mujeres (1988) que dirigió Carlos Lopez F. Volverá a la Argentina a filmar una película en San Marcos Sierras. Más adelante, actuará en las novelas Mujer de ayer, y Pobre Diabla.

## Vida personal
La actriz en la década de 1950 tuvo una relación sentimental con el cantante mexicano Genaro Salinas, que era casado y estaba actuando en Buenos Aires, y se casó con el escritor y director de cine José María Fernández Unsáin, pero se divorciaron tras cuatro años. En Venezuela, después de una relación sentimental con el actor Héctor Hernández Vera, se casó con Miguel Silvio Sanz. Cuando Juan Domingo Perón se radicó exiliado en Caracas, Ducós y su esposo eran unas de las pocas personas que lo frecuentaban. Por esa época se dijo que Sanz mandó matar al tenor Salinas,[cita requerida] quien se había radicado en Caracas todavía interesado en la actriz. En marzo de 1958 Ducós regresó a Argentina donde protagonizó los filmes Libertad bajo palabra (1961), dirigida por Alfredo Bettanín y Pájaro loco (1971), dirigida por Lucas Demare.
Luego de fallecer Sanz, regresó a Venezuela a principios de la década de 1970 y siguió trabajando en telenovelas exitosas donde fue reconocida como una primera actriz y se casó con el director de cine Carlos Stevani.
Hacia el fin de la década de 1990 enfermó del mal de Alzheimer y fue internada en el Instituto geriátrico santo domingo  en Colinas de Bello Monte, donde falleció 11 de noviembre de 2002 a causa de un accidente cerebrovascular en Caracas, Venezuela.

## Filmografía
Actriz
- Retén de mujeres (1988) dir. Carlos Lopez F. (Venezuela)
- Rumildo, detective privado (1982) dir. Oscar Montauti ... Madame Plim (Venezuela)[1]
- Pájaro loco (1971) dir. Lucas Demare
- Libertad bajo palabra (1961) dir. Alfredo Bettanín … Mujer embarazada
- La de los ojos color del tiempo (1952) dir. Luis César Amadori
- Río Turbio (1952) dir. Alejandro Wehner
- Facundo, el tigre de los llanos (1952) dir. Miguel P. Tato
- La muerte en las calles (1952) dir. Leo Fleider
- De turno con la muerte (1951) dir. Julio Porter
- Los árboles mueren de pie (1951) dir. Carlos Schlieper
- Suburbio (1951) dir. León Klimovsky
- El puente (1950) dir. Carlos Gorostiza y Arturo Gemmiti
- Nacha Regules (1950) dir. Luis César Amadori
- La cuna vacía (1949) dir. Carlos Rinaldi
- Dios se lo pague (1948) dir. Luis César Amadori.... Perikles
- Pasaporte a Río (1948) dir. Daniel Tinayre … Cora

Guionista
- Retén de mujeres (1988) dir. Carlos González

Directora de casting
- Retén de mujeres (1988) dir. Carlos González

## Televisión
- Amor de papel (1993) Serie
- Macarena (1992) Serie
- La mujer prohibida (1991) Serie.... Fiorella Di Salvatori
- Pobre diabla (1990) Serie.... Doña Roberta Mejía Guzmán
- La sombra de Piera (1989) Serie
- Cristal (1985) Serie.... Luisa
- Topacio (1984) Serie.... Sor Piedad
- Campeón sin corona telenovela (1982) Serie
- Luisana mía (1981) Serie .... Estela de Bernal (1 episodio)
- Elizabeth (1981) Serie
- Marielena (1981) Serie
- Rosangela (1979) Serie.... Amanda
- Daniela (1978) Serie.... Cruz Dolores
- Carolina (1976) Serie.... Enriqueta Villacastín
- Tu rebelde ternura (1975) Serie.... Malisa
- La loba (1973) Serie.... Erika Heller
- Nacido para odiarte (1971) Serie.... Clarita
- Camay (1954) Serie